# Yacimiento arqueológico Barrio Andalusí
El yacimiento arqueológico Barrio Andalusí, anteriormente conocido como Mesón Gitano, era un conjunto de catorce casas-cueva situadas a los pies de la Alcazaba de Almería, en la ciudad homónima en Andalucía, España. En 2014 un proyecto de restauración hizo que se descubriera en su interior un poblado andalusí activo entre los siglos XI y XIII, que fue inaugurado para su apertura al público el 23 de marzo de 2023.

## Historia
Esta zona, a los pies de la Alcazaba almeriense, estaba ocupada a mediados del siglo XX por  casas-cueva que se encontraban habitadas por familias de etnia gitana. El empresario Luis Batlles Rodríguez consiguió en 1964 licencia del Ayuntamiento de Almería para la conversión de este enclave, conocido en aquel entonces como Parque Ramón Castilla Pérez, en un pintoresco hotel con 35 alojamientos independientes y 80 camas, piscina, terraza para celebraciones, un tablao flamenco y un restaurante. Las obras, a cargo del arquitecto Fernando Cassinello, duraron unos años y fueron visitadas en dos ocasiones por el entonces ministro de Información y Turismo Manuel Fraga, quien consideró convertirlo en Parador Nacional, aunque finalmente el proyectó no fructiferó y Batlles tuvo que hacerse cargo de todo el presupuesto. Finalmente, en 1967 este complejo turístico se encontraba completamente operativo, y además estuvo muy relacionado con algunas figuras internacionales que rodaron en Almería, como Sean Connery, Charlton Heston, Yul Brynner, Brigitte Bardó o Stephen Boyd. La propiedad fue subarrendada a Ulpiano Sánchez en 1974, y más tarde a Agustín Taruelo, quienes se disputaron la gestión y cuyo contrato terminó en el Juzgado de Guardia, cerrando finalmente el Mesón Gitano sus puertas en 1978.
La zona fue abandonada y sufrió diversos robos, expolios y ocupaciones a lo largo de los años, hasta que las instalaciones fueron revertidas al Ayuntamiento almeriense en 2009 tras décadas de litigios entre la administración y los arrendadores. Décadas más tarde, el Ayuntamiento de Almería comenzó a idear propuestas para recuperar este espacio y dedicarlo como zona de atractivo turístico relacionado con su legado cinematográfico, un pequeño zoco, negocios de hostelería y un centro social de nueva edificación, denominado también como Mesón Gitano. Sin embargo, una vez comenzaron a realizarse las catas arqueológicas en 2014, se descubrió un auténtico poblado andalusí que estuvo habitado entre los siglos XI y XIII, gracias a las más de cuarenta catas arqueológicas realizadas en más de 100.000 metros cuadrados de extensión. Desde ese momento, las casas-cueva se mantienen tapiadas y relegadas a un segundo plano, a la espera de ser ocupadas por distintos negocios. Asimismo, el recinto arqueológico fue musealizado con más de un centenar de piezas, como jarras, tinajas, marmitas, anafres e incluso agujas para coser, que han sido encontradas durante las excavaciones. En su apertura el 23 de marzo de 2023 se inauguró como «yacimiento arqueológico Barrio Andalusí», eliminando su antigua denominación de «Mesón Gitano» para evitar confusiones a los visitantes.